# Бикаламахи
Бикаламахи (дарг. БикIаламахьи) — село в Акушинском районе Дагестана. Входит в состав сельского поселения «Сельсовет Кассагумахинский».

## Географическое положение
Расположено в 26 км к югу от районного центра села Акуша, на р. Хуникотты (бассейн р. Кулахерк).

## Население
| 1895 | 1926 | 1939 | 1970 | 1989 | 2002 | 2010 |
| ---- | ---- | ---- | ---- | ---- | ---- | ---- |
| 76   | ↘72  | ↘55  | ↗72  | ↗82  | ↗100 | ↘54  |
| 2021 |      |      |      |      |      |      |
| ↗78  |      |      |      |      |      |      |